# بلوط فابر
بلوط فابر (نام علمی: Quercus fabri) نام یک گونه از سرده بلوط است.